# Tóth Ferenc (református püspök)
Tóth Ferenc (Vörösberény, Veszprém vármegye, 1768. november 19. – Pápa, 1844. szeptember 2.) a Dunántúli Református Egyházkerület püspöke 1827-től haláláig; egyházi író.

## Élete
Tóth Sámuel és Kovács Juliánna földművelő szülők fia. Debrecenben tanult, ahol 1793-ban tanulmányai befejeztével három évig segédtanár és könyvtárnok volt, 1798-ban pedig senior lett. 1799 tavaszán gróf Teleki Sámuel erdélyi kancellár házánál Bécsben nevelőséget vállalt. Innét 1800 áprilisában a göttingeni egyetemre ment, ahonnét hazatérve, 1801. június 5-én pápai teológiai tanári állást foglalt el. A dunántúli egyházkerület 1716-ban főjegyzőjévé választotta, míg 1817. május 14-én pápai lelkész lett. Az 1821-22. évi generális konvent jegyzői tisztét ő vitte, a pápai egyházmegyében pedig 1823 februárjától esperesi hivatalt viselt, míg 1827. május 17-én egyházkerülete püspökségre emelte. 1830-ban a göttingeni egyetemtől teológiai doktori oklevelet érdemelt ki. 1834-ben Pápán jogtani széket, 1838. január 7-én nyomdát alapított.
Arcképe: olajfestés a pápai főiskola könyvtárában és acélmetszetben tanítványai által kiadva.

## Munkái
- Homiletika. A lelki pásztori theologiának I. darabja. Győr, 1802. (2. bőv. kiadás (Uo. 1814)
- Keresztyén hittudomány, avvagy dogmátika theologia. Uo. 1804
- Az uri szent vatsorához készítő katékhismus, mellyet az ehhez intézett ágendával egygyütt az Ur vatsorájával legelőször élni akaró reform. gyermekek számára készített s kiadott. Győr, 1805. (5. kiadás. Veszprém, 1816., 6. jav. k. Győr, 1817., ma 20. kiadásban)
- Lelki pásztori gondviselés. A lelki pásztori theologiának II. darabja. Győr, 1806
- A pápai reformáta szent ekklésiának rövid historiája, mellyett a reformátziótól fogva e mai Időkig le-hozva meg-írt. Komárom, 1808
- A magyar, és erdély országi protestáns ekklésiák históriája. Uo. 1808
- A helvetziai vallástételt tartó túl a dunai főtiszteletű superintendentziában élt superintendensek, vagy református püspökök élete, e jelen valő időkig lehozva. Uo. 1808
- Liturgika ... A lelki pásztori theologiának III. darabja. Győr, 1810
- A helvétziai vallástételt követő túl a tiszai superintendentziában élt református püspökök élete, e jelen való időkig lehozva. Uo. 1812. Online
- Keresztyén erköltstudomány. Pest, 1817
- Örömünnep ... a pápai eklézsia prédikátorságába ... beiktatása alkalmával. Győr, 1817
- Keresztyén kis katekizmus, 1818., (8. k. Pápa, 1842., 9. k. 1844., 10. k. 1845., 15. k. 1853., 16. k. 1858. Uo. 23. k. Bpest, 1896., 25. k. 1900., 27. k. 1909)
- Keresztyéni vigasztalások, mellyeket néhai, Pálffy László úrnak utolsó tisztességtételének megadása alkalmatosságával előszámlált. Győr, 1819
- Győzedelmi innep, ... (Prédikáczio I. Ferencz olaszországi győzelmei alkalmából). Uo. 1821
- Éneklő kar, avagy azoknak a tudósoknak és sz. poétáknak lajstroma, kik által a magyarországi reformátusok új énekes könyvében lévő, és külömb külömb féle alkalmatosságokra irtt 253 énekek szereztettek. Pest, 1823
- Ker. vallási oktatás, mellyel a mentő himlőnek ... beoltatását ajánlotta ... prédikátziójában. Uo. 1823
- A mentő himlőnek beoltását ... illető ... instructiója a tul a dunai superintendentiának. Uo. 1823
- Utmutatás a helv. hitv. dunántuli superintendentiában levő lelkitanítóknak tanulásbeli foglalkoztatására. Komárom, 1824
- Halotti beszéd Pázmándy János felett. Buda, 1825
- Az édes atyai könyhullatások a koporsónál, ... (Gyászbeszéd Chernel Albert felett Pápán 1825. febr. 24.). Soprony
- A vallást tiszteletben tartó hadi ember ... (Gyászbeszéd főstrázsa mester Komáromi Pál felett 1836. okt. 26.)
- A Jézus nevéért munkálkodó egyházi fő igazgató ... (Gyászbeszéd Tótthpápai József superintendens felett 1827. febr. 19. a dadi ref. templomban). Győr, 1827
- Templomszentelési prédikátzio Balatonfüreden. Pest, (1830)
- Nemzeti öröm innep, ... (Prédikátzio, V. Ferdinand koronázásakor). Veszprém, (1830)
- Halotti beszéd Eöry Szabó Károly felett. Uo. 1831
- A közönséges iskolák a legjóltevőbb intézetek ... (Gyászbeszéd Márton István felett). Uo. 1832
- A siron tuli élet ... (Gyászbeszéd Chernel György felett). Sopron, 1833
- A haldokló édes atya utolsó szavai ... (Gyászbeszéd Nagy Szabó István felett). Veszprém, 1834
- Beszédek Pázmándy Dénes egyházkerületi főgondnokká beiktatása ünnepén. Pápa, 1838
- Szent historiának rövid summája, jav. és bőv. kiadásban kiadta 1838 (azóta többször)
- Egyházi beszéd Báthory Gábor ... tiszteletére ... félszázados öröminnepén. Pest, 1839
- Halotti beszéd Sebestyén István felett. Uo. 1841
- Halotti elmélkedés özv. Kolmár Jánosné Takó Eszter felett 1844. márcz. 7. a pápai ref. templomban. Uo. 1844

A Protestáns Egyházi és Iskolai Lapban 1877 15., 16. sz. Dunántúli ref. superintendens néhai Tóth Ferencznek a philosophiai, jelesen a hegeli rendszerről nyilvánított nézetei, 35. sz. A magyar prof. egyházi unio tárgyában gróf Zay Károly választmányi elnökhöz intézett levele. Pápa, 1842. jún. 24.
Kéziratait a Magyar Nemzeti Múzeum, könyvtárát pedig a pápai református főiskola kapta meg.